# Arhangelska oblast
Arhangelska oblast je oblast Ruske Federacije, smještena u sjevernom dijelu države. Ime je dobila po gradu Arhangelsku.

## Zanimljivosti
U ovoj se oblasti, u okolici grada Mirnega, nalazi kozmodrom
Pljeseck. 